# Aiello Calabro
Aiello Calabro is een gemeente in de Italiaanse provincie Cosenza (regio Calabrië) en telt 2283 inwoners (31-12-2004). De oppervlakte bedraagt 38,6 km², de bevolkingsdichtheid is 63 inwoners per km².

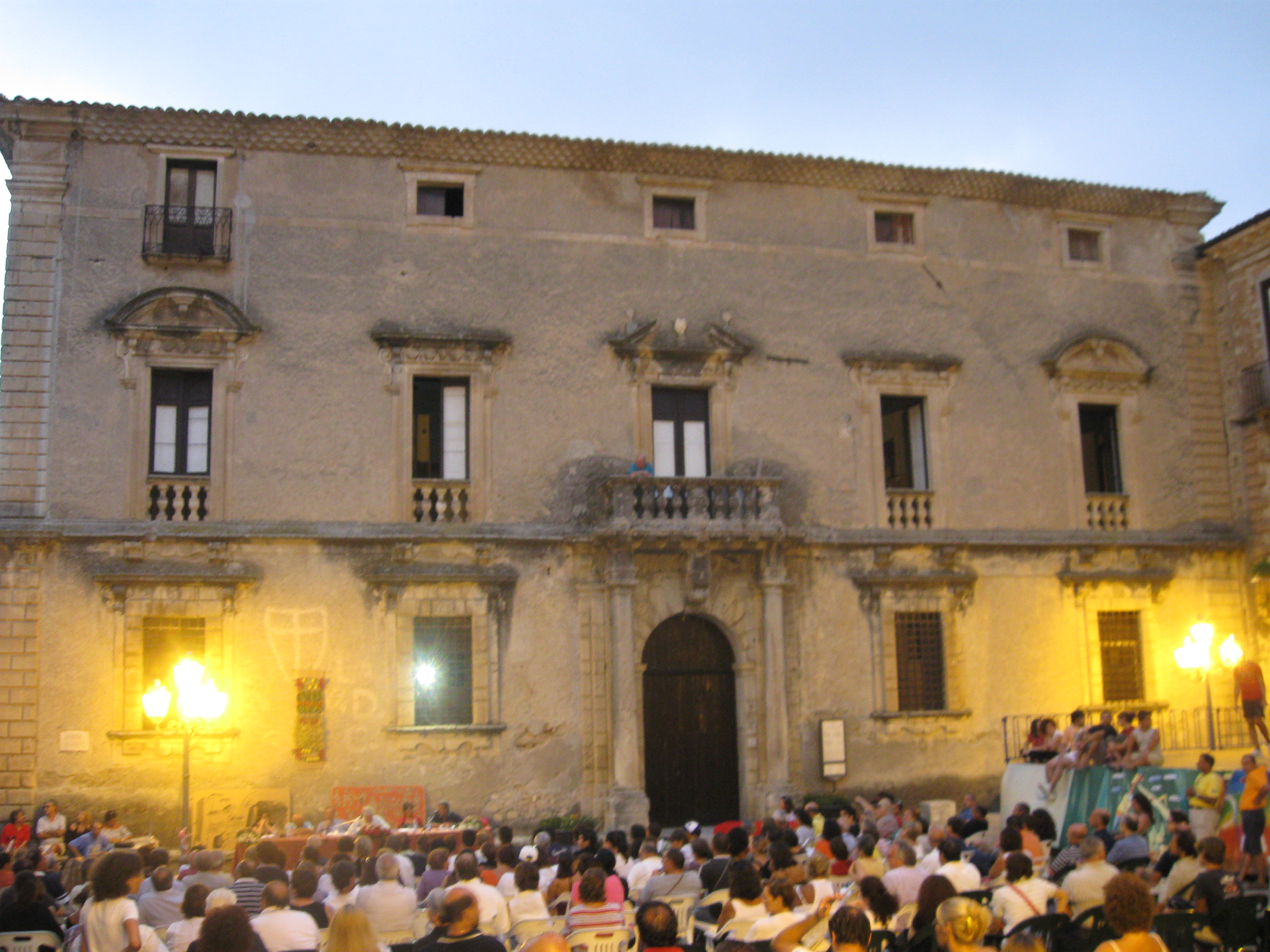
Palazzo Cybo
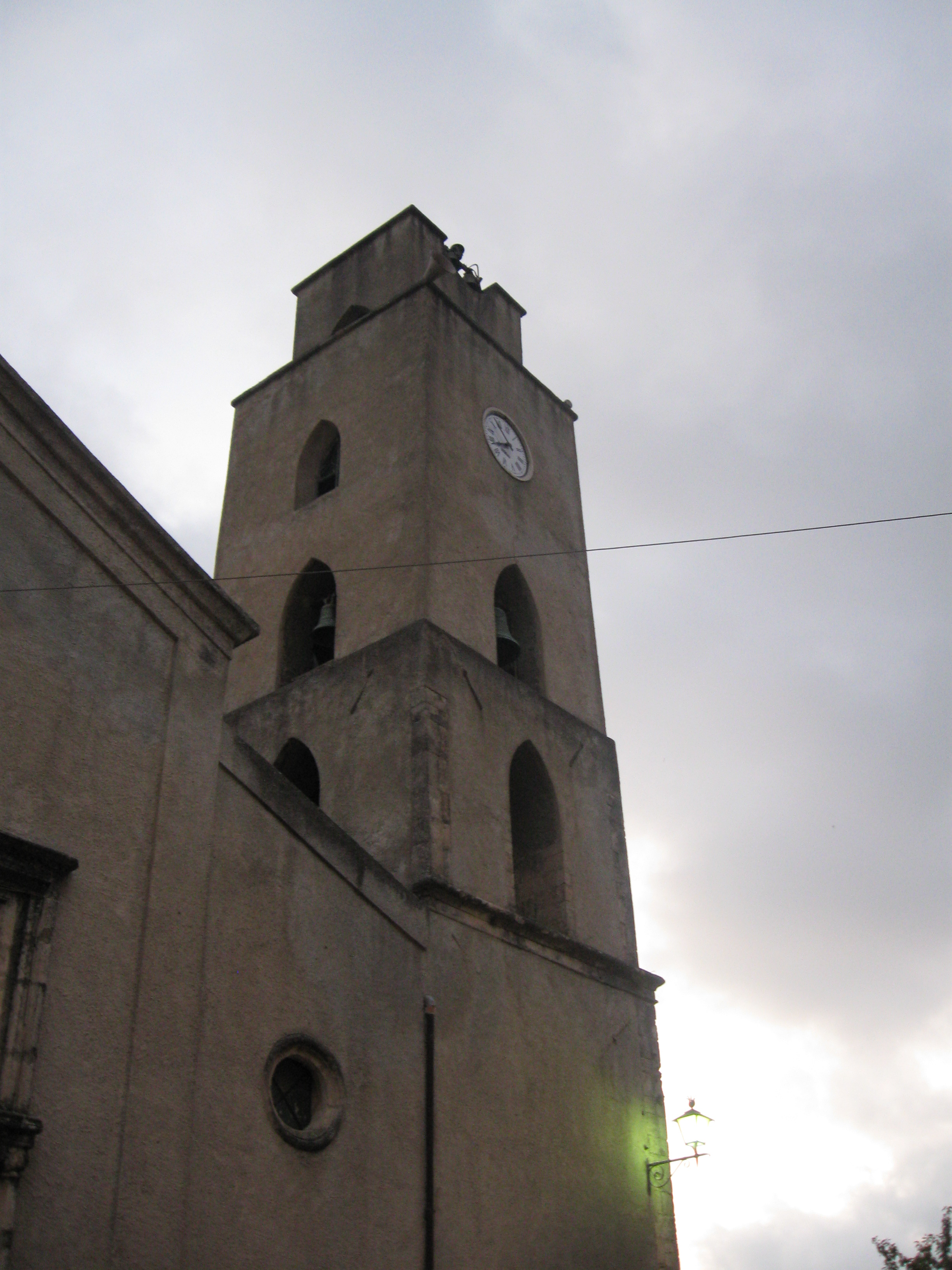

## Demografie
Aiello Calabro telt ongeveer 990 huishoudens. Het aantal inwoners daalde in de periode 1991-2001 met 20,6% volgens cijfers uit de tienjaarlijkse volkstellingen van ISTAT.
| Jaar | Inwoneraantal |
| ---- | ------------- |
| 1991 | 3079          |
| 2001 | 2446          |

## Geografie
De gemeente ligt op ongeveer 502 m boven zeeniveau.
Aiello Calabro grenst aan de volgende gemeenten: Cleto, Grimaldi, Lago, Martirano (CZ), Martirano Lombardo (CZ), San Pietro in Amantea, Serra d'Aiello.